# Касым, Юлия Камелия
Юлия Камелия Касым (укр. Юлія Камелія Касим; род. 20 октября 2001, Пучонге, Селангор) — малазийская певица. Она хорошо известна малайскими традиционными песнями.
Она была участницей 4-го сезона I Can See Your Voice Malaysia в 2021 году. С тех пор она выпустила несколько синглов, в том числе Lebaran Yang Hiba и Bunga Raya. Её голос считается похожим на голос Саломы, легендарной малазийской певицы и жены П. Рамли.
Касым — украинка по происхождению. Её отец — украинец из Киева, а мать — русская из Мелитополя, Запорожья.

## Дискография

### Сингл
- Bunga Raya (2020)
- Lebaran Yang Hiba (2021)
- Cinta Buat Dara (2022)
- Luka (2022)